# اللعب بالنار (أغنية بلاكبينك)

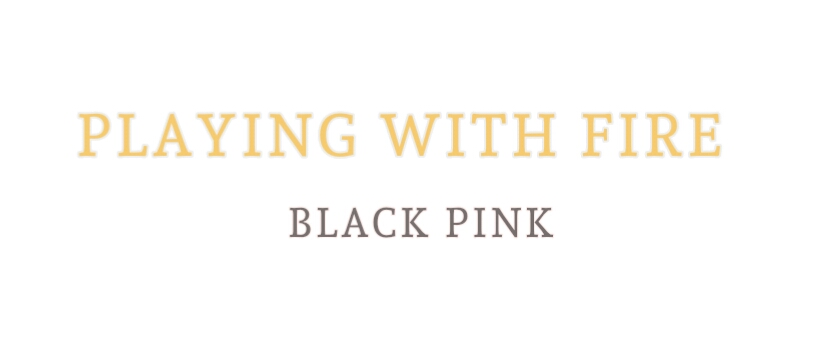
Playing with fire p

## الترويجات
روجن العضوات في الاسبوع الأول من إصدار الاغنية في برامج موسيقية تلفزيونية مثل إنكيغايو وإم كاونت داون في 10 فبراير 2016. وأيضاً قد قامن العضوات بأداء الأغنية في عروض وحفلات جوائز موسيقية كثيرة وأهمها أداءهن لكلاً من أغنية «صافرة» و«اللعب بالنار» في حفل جوائز إس بي سي غايودايجون في كوريا الجنوبية الذي حصل على 43 مليون مشاهدة حتى الآن، وأداءهم في حفل أيضاً للاغنتين في مل وان ميوزيك أوورد حصل على 31 مليون مشاهدة في 2019.

## ك
مباياه".

## المخططات

### المخططات الأسبوعية
| مخطط (2016)                         | المركز |
| ----------------------------------- | ------ |
| كندا (كاناديان هوت 100)             | 100    |
| اليابان (يابان هوت 100)             | 100    |
| كوريا الجنوبية (مخطط غاون للموسيقى) | 100    |
| الولايات المتحدة (بيلبورد)          | 100    |

### المخططات الشهرية
| مخطط (2016)                         | المركز |
| ----------------------------------- | ------ |
| كوريا الجنوبية (مخطط غاون للموسيقى) | 100    |

## الجوائز

### جوائز البرامج الموسيقية
| البرنامج            | التاريخ        | مراجع. |
| ------------------- | -------------- | ------ |
| إنكيغايو (إس بي إس) | 27 نوفمبر 2016 | [ 7 ]  |
| إنكيغايو (إس بي إس) | 4 ديسمبر 2016  | [ 8 ]  |